# Сизоненко Олег Миколайович
Оле́г Микола́йович Сизо́ненко (6 червня 1967 — 10 лютого 2016) — сержант Збройних сил України, учасник російсько-української війни.

## Життєпис
Народився 1967 року у місті Бердянськ (в «Книзі пам'яті» місцем народження вказано Кременчук).
На початку бойових дій пішов добровольцем на фронт, служив у 93-й бригаді. Після демобілізації залишився в ЗСУ за контрактом; сержант, старший розвідник-снайпер, 3-й окремий полк спеціального призначення.
10 лютого 2016 року загинув поблизу міста Авдіївка внаслідок підриву на вибуховому пристрої з «розтяжкою»: Олег йшов першим і прийняв на себе більшість осколків від вибуху, ще двоє вояків зазнали поранень.
Похований у Дніпропетровську, Краснопільське кладовище.
Без Олега лишились мама, дружина, син 1989 р.н.

## Нагороди та вшанування
За особисту мужність, сумлінне та бездоганне служіння Українському народові, зразкове виконання військового обов'язку відзначений — нагороджений
- орденом «За мужність» ІІІ ступеня (25.4.2016, посмертно)[1]